# Chris de Burgh
Chris de Burgh, właśc. Christopher John Davison (ur. 15 października 1948 w Venado Tuerto) – irlandzki piosenkarz i kompozytor.

## Życiorys
Jego ojcem jest brytyjski dyplomata Charles Davison, a matką irlandzka sekretarka Maeve Emily de Burgh.
Karierę muzyczną rozpoczął na początku lat 70. XX wieku, od występów dla gości w rodzinnym zamku przerobionym na hotel. W 1972 podpisał kontrakt nagraniowy z wytwórnią A&M Records, z którą współpracował do 2004. Później założył własną wytwórnię Ferryman Productions. Dzięki takim hitom jak "High On Emotion" (1984) oraz "The Lady In Red" (1986) zdobył ogromną popularność.
Mieszka w Irlandii, w hrabstwie Wicklow. Ma trójkę dzieci, jego najstarsza córka Rosanna Davison (ur. 1984) została Miss Świata w 2003.

## Dyskografia
- Far Beyond These Castle Walls, 1974
- Spanish Train and Other Stories, 1975
- "A Spaceman Came Travelling", 1976, singel
- At the End of a Perfect Day, 1977
- Crusader, 1979
- Eastern Wind, 1980
- Best Moves, 1981
- The Getaway, 1982
- Man on the Line, 1984
- Into the Light, 1986
- Flying Colours, 1988
- Spark to a Flame: The Very Best of Chris de Burgh, 1989
- High on Emotion – Live from Dublin, 1990
- Power of Ten, 1992
- This Way Up, 1994
- Beautiful Dreams, 1995
- Live in South Africa, 1997
- The Love Songs, 1997
- Quiet Revolution, 1999
- Timing Is Everything, 2002
- The Road To Freedom, 2004
- Live In Dortmund, 2005
- The Ultimate Collection, 2005
- The Storyman, 2006
- Footsteps, 2008
- Moonfleet and Other Stories, 2010
- Footsteps 2 2011
- Home, 2012
- The Hands Of Man, 2014
- A Better World, 2016
- The Legend of Robin Hood, 2021